# Musée-réserve de Novgorod
Le musée-réserve de Novgorod (en russe : Новгородский музей-заповедник (НГОМЗ)) est un musée d'État, dont la compétence s'étend à la ville de Veliki Novgorod, à l'oblast de Novgorod et en particulier au Kremlin de Novgorod appelé aussi « Détinets ».

## Histoire
Le premier musée de Novgorod est créé en 1865 et est appelé « musée d'art ancien de Novgorod auprès du Comité régional ». Son ouverture est liée à la célébration du 1000e anniversaire de l'empire russe et est due à Nicolas Bogoslovski .
Brève chronologie de l'histoire du musée:
- 1913 — création dans l'éparchie de Novgorod d'une dépôt de pièces anciennes.
- De 1921 à 1928 sont créés quelques nouveaux musées à Novgorod :
  - 1921 — musée de la révolution, musée de l'enseignement populaire, musée Léon Tolstoï.
  - 1924 — musée d'art russe nouveau (galerie de peinture).
  - 1928 — musée anti-religieux.
- 1929 — Les différents musées sont réunis sous la direction d'un organe unique.

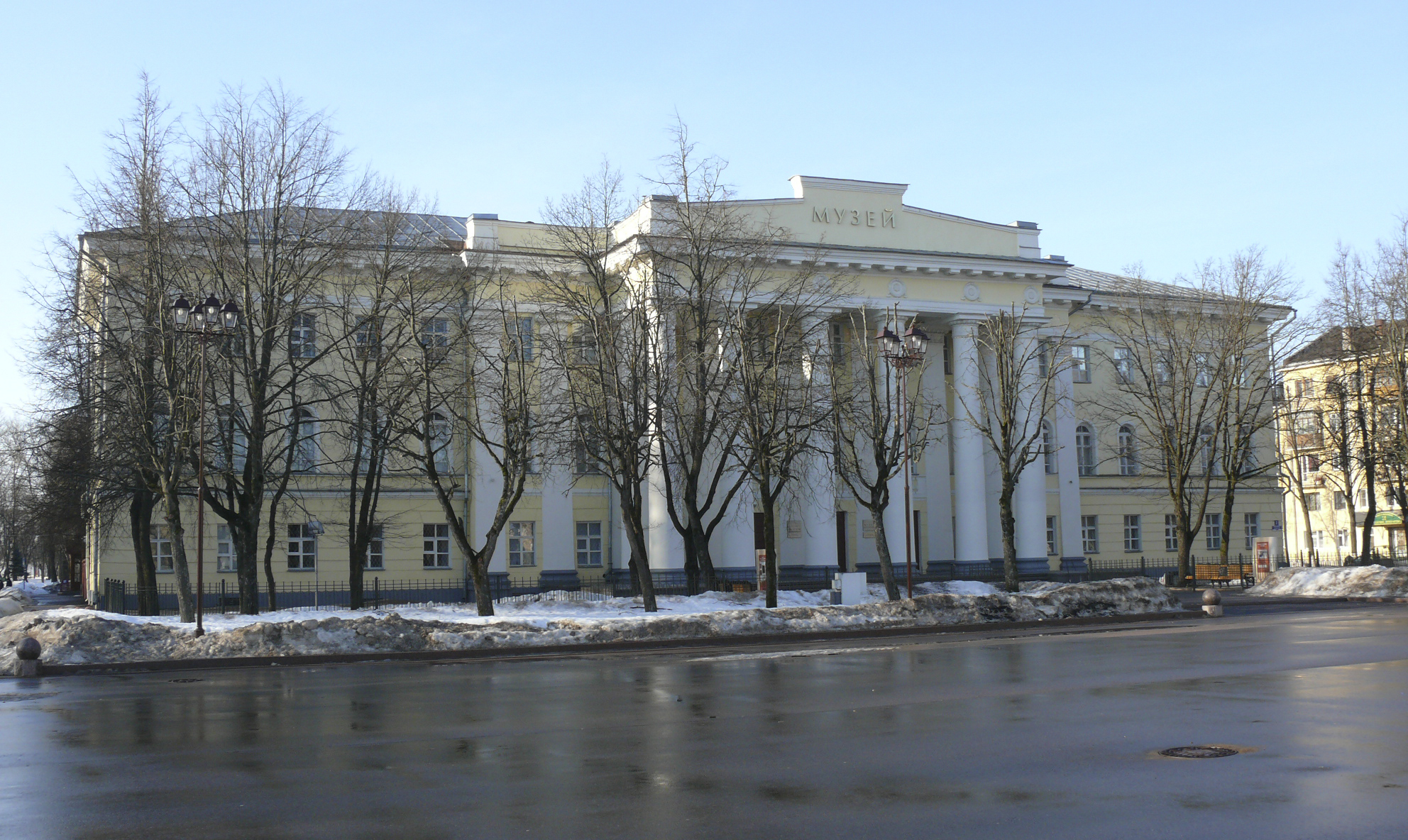
Musée des beaux-arts dans le bâtiment de l'assemblée des nobles de Novgorod

À l'époque post-révolutionnaire les fonds du musée sont alimentés principalement grâce aux nationalisations des églises et des propriétés privées ainsi que de celles des musées privés qui existaient .
- De 1917 à 1940 tous les monuments historiques et artistiques de Novgorod passent sous la direction du musée.
- De 1933 à 1934 le travail du musée a été compromis par le fait de poursuites judiciaires entamées contre des dirigeants et de licenciement de personnel.
- 1936 — D'actives recherches sont entreprises pour rassembler, puis restaurer sur le territoire de la ville et des environs des pièces archéologiques et historiques intéressantes. Si bien qu'en 1940 le musée dispose déjà de 140 000 pièces. En 1941 quand débute la grande guerre patriotique et jusqu'au 19 août 1941,lorsque les forces allemandes occupent la ville, le personnel du musée mène une intense activité pour rassembler et évacuer les pièces de collections les plus précieuses. Grâce au travail acharné de N. G. Porfiridov, V. A. Bogousevitch, B. K. Mantejfel et d'autres encore[4] après deux mois de travaux réalisés dans l'urgence, de nombreuses pièces sont sauvées et évacuées en zone non occupée. Toutefois de nombreux édifices et leurs fresques ont été détruits par les Allemands et de nombreux objets d'art ont été emportés en Allemagne.
- 1944 — Quelque temps après la libération de Novgorod (20 janvier 1944), a commencé le travail de récupération des objets qui avaient été évacués ainsi que la restauration des bâtiments du musée.
- 1959 — Le musée est réorganisé dans le centre historique et culturel de la ville, qui obtient la direction de l'ensemble architectural du kremlin de Novgorod, de la Cour de Iaroslavl et de onze autres bâtiments.
- 1962 — Une première filiale non située à Novgorod apparaît avec la maison-musée de l'écrivain Gleb Ouspenski.
- 1966 — Le musée prend en main la direction des musées de Staraïa Roussa et de Valdaï.
- 1967 — Ouverture du musée d'architecture populaire en bois situé à Vitoslavlitsy près du monastère Saint-Georges de Iouriev.
- 1981 — La Maison-musée Fiodor Dostoïevski à Staraïa Roussa organise une exposition commémorative pour le centième anniversaire de la mort de l'écrivain.
- 1992 — La XVI session de l'Unesco décide d'intégrer le patrimoine architectural de la ville de Veliki Novgorodet de son musée dans la liste du Patrimoine mondial.
- 1995 — Ouverture à Valdaï du musée des cloches.
- 1998 — Par décret du président de la fédération de Russie du 15 janvier, le musée est inclus dans la liste du patrimoine culturel de Russie.
- 1998 — Création de la filiale du musée du lac Valdaï avec le monastère Valdaiski Iverski qui fait partie du parc national de Valdaï.

## Actuellement

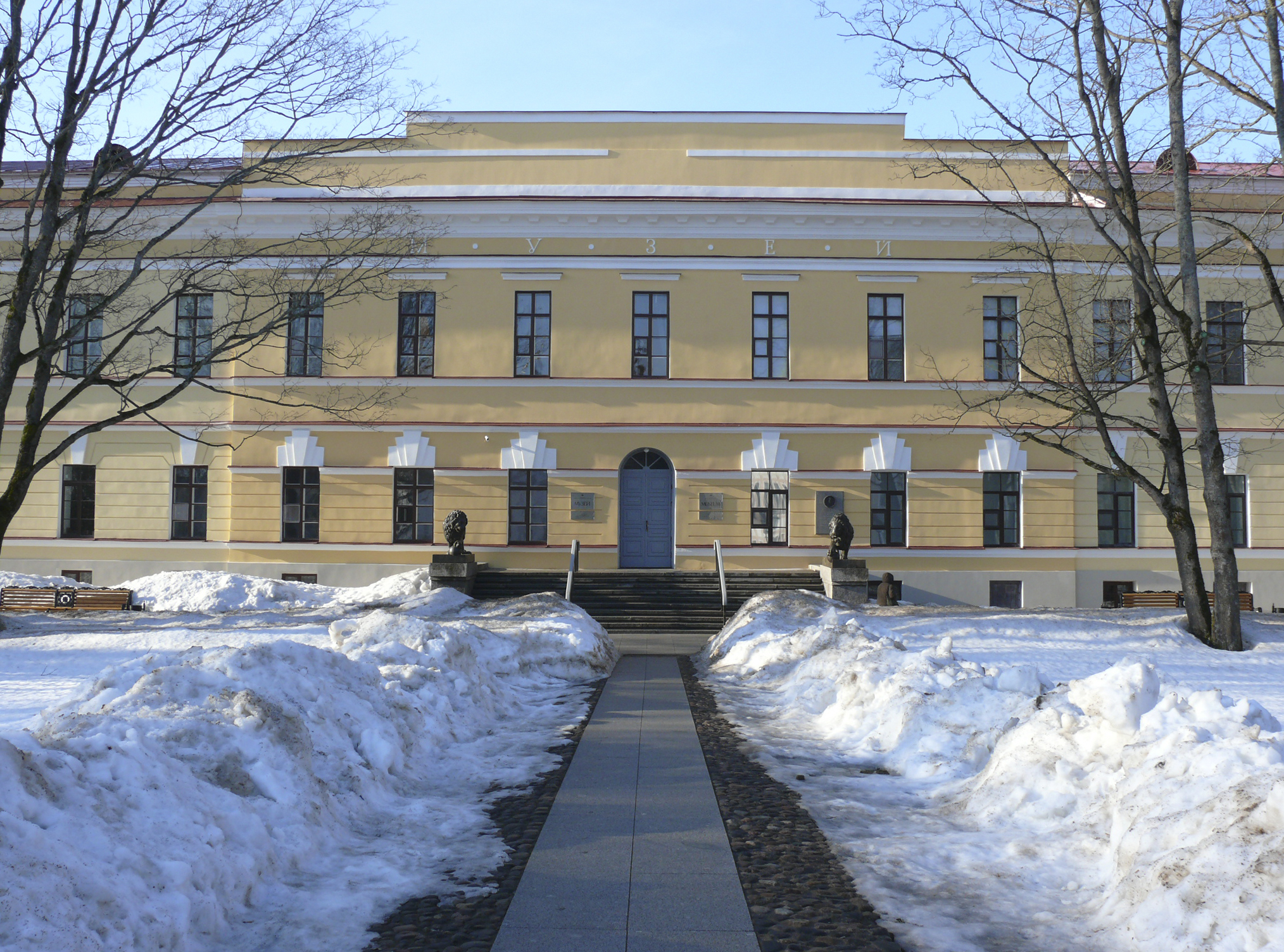
Le musée est installé dans les bureaux du gouvernement dans le Detinets ou Kremlin

Aujourd'hui, le musée-réserve de Novgorod est devenu l'un des plus anciens de Russie. Il se compose d'un ensemble de bâtiments datant des XIe siècle au XVIIe siècle. Et aussi de 400 000 pièces de collection exposées et de 300 000 pièces supplémentaires. Sept départements travaillent dans le cadre des activités du musée qui ses spécialisent notamment dans la recherche, la restauration, l'enseignement, le tourisme. 
Le musée possède 10 collections uniques dans les domaines qui suivent.
- Archéologie. Les collections se composent de pièces découvertes et rassemblées depuis 1932. C'est une des plus grandes collections au monde et qui est une référence en la matière.
- Architecture et archéologie. Les collections se composent d'éléments architecturaux datant des XIe siècle au XVIIe siècle. Ils proviennent aussi bien de la ville de Novgorod que d'autres villes de Russie de la même période. En ce qui concerne les édifices détruits pendant la Seconde Guerre mondiale, ils ont été reconstruits en partie avec leurs fresques du XIe siècle au XVe siècle reconstituées dans la mesure du possible.
- Iconographie de la Russie ancienne du XIe siècle au XVIIe siècle. La collection propose les plus anciennes icônes de l'école de Novgorod mais également d'autres écoles de la Russie ancienne.
- Orfèvrerie et joaillerie ancienne du Xe siècle au XVIIe siècle. Il s'agit des plus anciennes pièces sur le territoire de la Russie et provenant de Byzance et d'ateliers russes d'arts appliqués
- Broderie ornementale et picturale du XIe siècle au XVIIe siècle.
- Manuscrits et livres imprimés anciens du XIIe siècle au XVIIIe siècle.
- Pièces de monnaie du Xe siècle au XVIIe siècle, soit jusqu'à Pierre le Grand.
- Sources documentaires écrites du XVIe siècle au XVIIe siècle, parmi lesquelles les actes authentiques et officiels les plus anciens de l'histoire de la Russie.
- Des cloches du XVIe siècle au XVIIe siècle.
- Des sceaux datant du XIe siècle au XVe siècle.

## Filiales
Le musée possède plusieurs filiales en plus des centres d'exposition centraux de Novgorod:
- Le musée d'histoire ancienne de la Russie comprenant la maison-musée Fiodor Dostoïevski à Staraïa Roussa et le musée du front Nord-Est.
- Le musée des cloches à Valdaï[6].
- Le musée du village de Kontchanskoe-Syvorovskoe, appelé musée Alexandre Souvorov créé en 1942 dans la maison du généralissime Souvorov mort en 1800.
- Le musée du poète Nikolaï Nekrassov.

## Icônes
Beaucoup d'icônes parmi les plus connues du XIe siècle au XIIIe siècle et originaires de la région de Novgorod sont conservées à la galerie Tretiakov à Moscou. Le musée réserve en expose toutefois certaines parmi lesquelles l'icône des saints Pierre et Paul et l'icône de Nicolas Lipenski. 

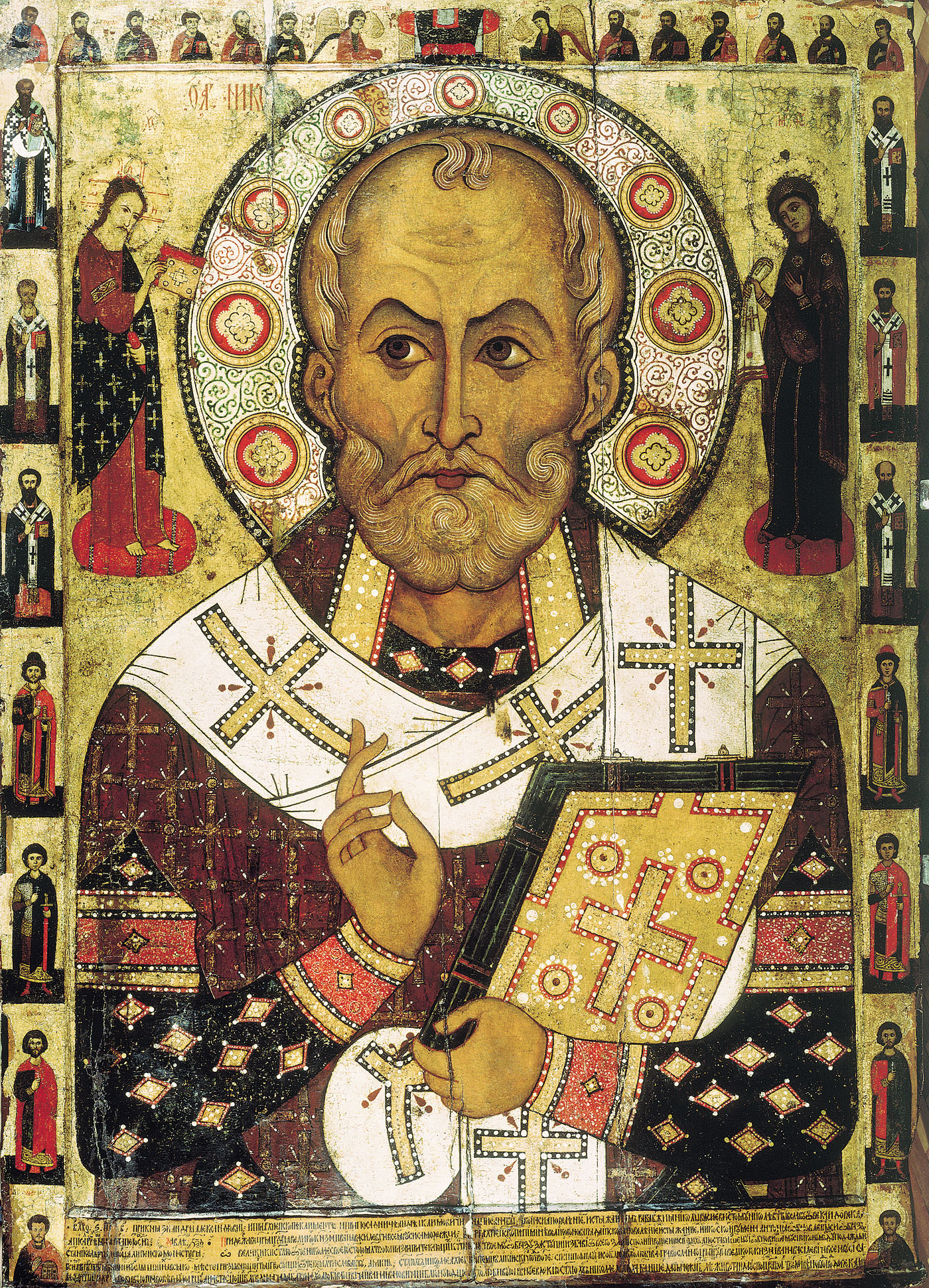
Nicolas Lipenski-1294- Musée-réserve de Novgorod
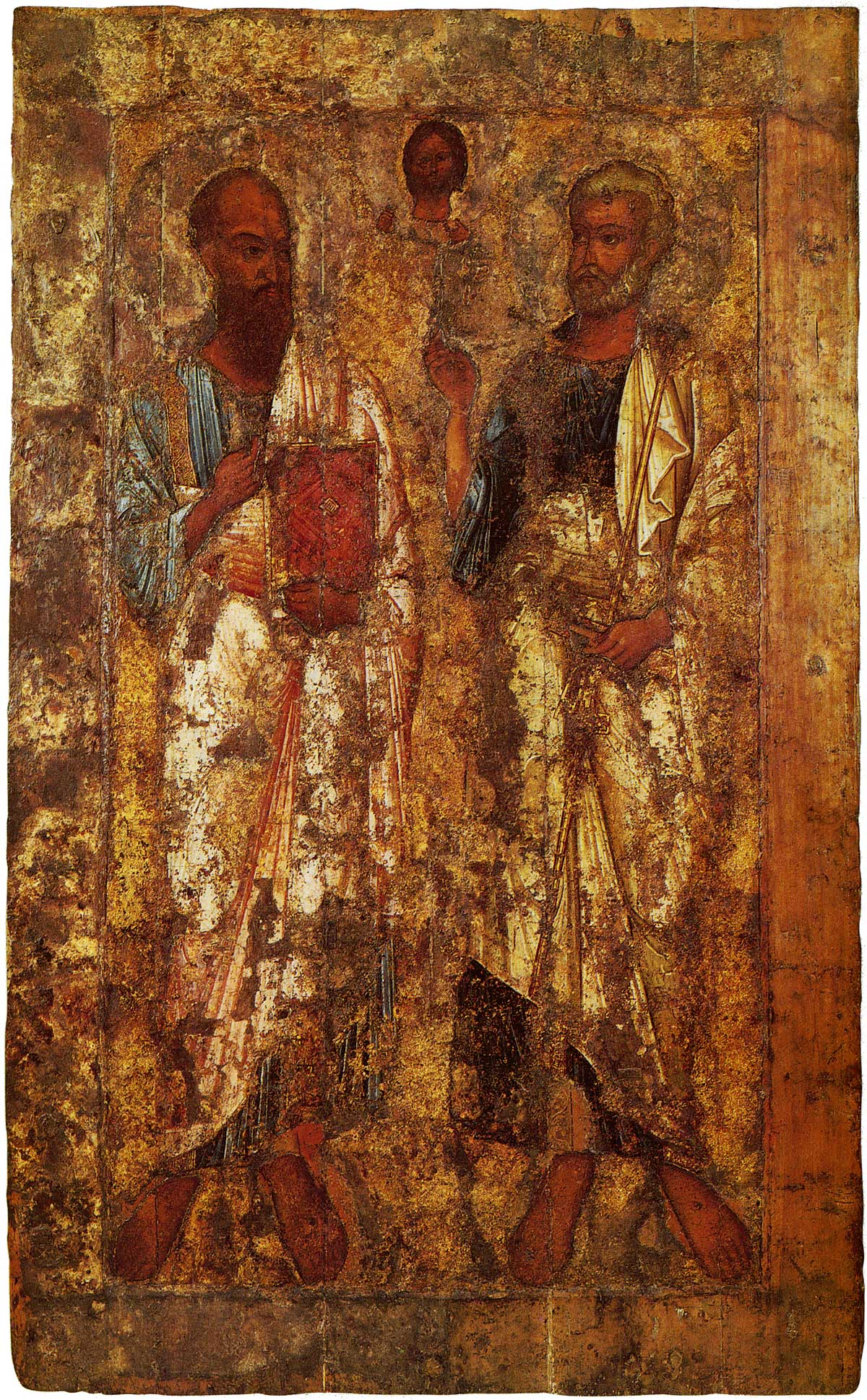
Apôtres Pierre et Paul (icône) /Musée-réserve de Novgorod